# Sphinx crassistriga
Sphinx crassistriga là một loài bướm đêm thuộc họ Sphingidae. Nó được tìm thấy ở Nhật Bản.
Chiều dài cánh trước khoảng 38 mm. 

## Phụ loài
- Sphinx crassistriga crassistriga (Honshu in Nhật Bản)[2]
- Sphinx crassistriga aino Kishida, 1990 (Hokkaido in Nhật Bản)[3]